# Рашида Теліб
Рашида Харбі Теліб (англ. Rashida Harbi Tlaib; [təˈliːb], tə-LEEB ;  нар. 24 липня 1976) — американська політикиня і правниця, членкиня Палати Представників США від13-го конгресового округу з 2019 року  Округ включає західну половину Детройта разом із кількома його західними передмістями та більшою частиною району Даунрівер. Членкиня Демократичної партії. Теліб була членкинею Конгресу штату Мічиган до її обрання в Конгрес США.
2018 року Теліб стала першою жінкою палестинського походження в Конгресі, вона була першою мусульманкою в законодавчому органі штату Мічиган, і однією з перших двох мусульманок, обраних до Конгресу, разом з Ільхан Омар.   Теліб є членкинею The Squad, неформальної групи з 6 членів Палати Представників на лівому крилі Демократичної партії.
Тлайб і Александрія Окасіо-Кортез ( D-NY ) були першими жінками-членкинями Демократичних соціалістів Америки в Конгресі.   Теліб виступає за скасування імміграційної та митної правоохоронної служби США, поліції та в'язниць.  Вона гучно критикувала адміністрацію Трампа та виступала за імпічмент Трампа. Що стосується закордонних справ, вона різко критикувала ізраїльський уряд, закликала припинити допомогу США Ізраїлю, підтримує рішення про створення однієї держави та підтримує кампанію бойкоту, дивестицій і санкцій.

## Ранні роки та освіта
Найстарша з 14 дітей, Рашида Харбі (дошлюбне прізвище), народилася 24 липня 1976 року в родині палестинських іммігрантів з робітничого класу у Детройті. Її мати народилася в Бейт-Ур-ель-Фока, поблизу міста Рамалла на Західному березі річки Йордан. Ім'я Рашида означає «праведний». Її батько народився в Бейт-Ханіні, районі Східного Єрусалиму. Спочатку він переїхав до Нікарагуа, потім до Детройта, працював на конвеєрі на заводі Ford Motor Company. Будучи старшою, Рашида відігравала важливу роль у вихованні братів і сестер, поки її батьки працювали. 
Рашида відвідувала початкову школу Harms, Bennett Elementary та Phoenix Academy. У 1994 році вона закінчила Південно-Західну середню школу в Детройті. Здобула бакалаврський ступінь з політології в Університеті Вейна у 1998 році   та докторський ступінь з права в Школі права Томаса М. Кулі в 2004 році . Рашида Теліб була прийнята до адвокатури в 2007 році.

## Палата представників штату Мічиган
Свою політичну кар'єру Теліб розпочала в 2004 році, коли стажувалась у члена Палати Представників штату Стіва Тобокмана . Коли Тобокман став головою парламенту в 2007 році, він найняв Теліб до свого персоналу.   У 2008 році Тобокман заохочував Теліб балотуватися на його місце, яке він звільняв через обмеження терміну . Міський район складався на 40% з латиноамериканців, 25% афроамериканців, 30% неіспаномовних білих американців і 2% арабів . Теліб зіткнулась з дуже конкурентними праймаріз, у якому брали участь кілька латиноамериканців, у тому числі колишній представник штату Бельда Гарза. Вона здобула перемогу, набравши 44% голосів на праймеріз Демократичної партії та вигравши загальні вибори, набравши понад 90% голосів. 
У 2010 році Теліб зіткнулась на праймаріз Демократів з Джимом Чахоровським і здобула  85% голосів проти 15% Чахоровського та перемогла на загальних виборах, отримавши 92% голосів проти претендента від Республіканської партії Дарріна Дайгла.
У 2012 році Теліб знову виграла переобрання в Палату Представників Мічигану в нещодавно перекроєному 6-му окрузі проти іншої на ту мить чинної депутатки від того округу Морін Степлтон. У 2014 році вона не змогла вчетверте балотуватися в Палату представників штату Мічиган через обмеження терміну повноважень і балотувалася до Сенату Мічигану, програвши чинному сенатору Віргілу Сміту-молодшому на праймеріз від Демократичної партії в серпні 2014 року.
Під час свого перебування на посаді законодавця Теліб була однією з усього десяти мусульман, які працювали в законодавчих органах штатів у Сполучених Штатах. Вона була другою мусульманкою, у Палаті представників штату Мічиган, після Джеймса Каруба. Теліб була другою мусульманкою у законодавчому органі штату по всій країні, після Джаміли Нашид з Міссурі .  Вона та Джастін Амаш, республіканець, який також був обраний у 2008 році, були першими двома американцями палестинського походження у законодавчому органі Мічигану.
Після залишення законодавчого органу штату, Теліб працювала у Sugar Law Center, детройтській некомерційній організації, яка надає безкоштовне юридичне представництво для працівників. 

## Палата представників США

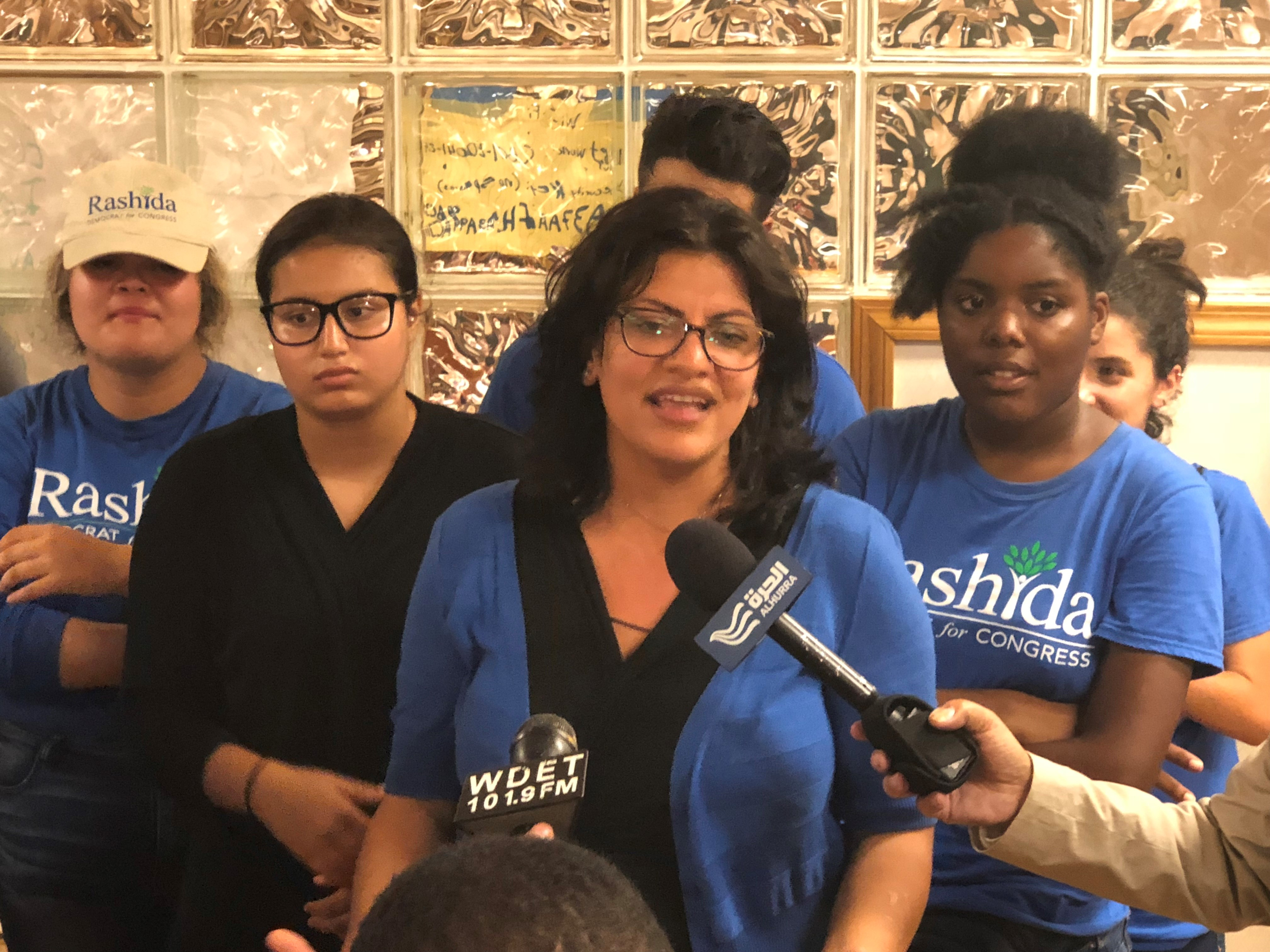
Рашида Теліб у своєму передвиборчому штабі у 2018 році

### Вибори

#### 2018 позачергові
У 2018 році Теліб оголосила про намір балотуватися до Палати Представників від 13-го конгресового округу. Попередній депутат Кон'єрс пішов у відставку в грудні 2017 року через скандал із сексуальними домаганнями, і відтоді місце було вакантним. Вона брала участь як у праймериз Демократичної партії на позачергових виборах на решту 27-го терміну Кон'єрса, так і на загальних виборах на повний дворічний термін. Жоден республіканець не балотувався тоді, хоча будь-який республіканський претендент зіткнувся б з майже неможливими шансами. 
Станом на 16 липня 2018 року Теліб зібрала 893 030 доларів США, що більше, ніж її п'ять опонентів на праймериз Демократичної партії 7 серпня. Теліб, як членкиня Justice Democrats, виступила гостею в політичному інтерв’ю Rebel HQ прогресивної медіамережі The Young Turks (TYT).
На первинних виборах від Демократичної партії на позачергових виборах Теліб посіла друге місце після президентки міської ради Детройта Бренди Джонс, яка отримала 32 727 голосів (37,7% від загальної кількості) проти 31 084 (35,9%) Теліб. Білл Вайлд, мер Вестленда, отримав 13 152 голоси (15,2%), а Ян Кон'єрс, внучатий племінник колишнього конгресмена Кон'єрса, посів четверте місце з 9 740 (11,2%).

#### 2018 загальні
На праймериз Демократичної партії на загальних виборах Теліб, серед інших, перемогла Джонс та Вайлда. Вона отримала 27 803 голосів, або 31,2%. У листопаді 2018 року вона не зіткнулася з конкуренцією з боку республіканців.
Теліб стала першою палестинсько-американською жінкою, обраною до Конгресу, і одночасно однією з перших двох мусульманок у Конгресі разом із колегою також демократкою Ільхан Омар із Міннесоти.  Вона склала присягу Конгресу 3 січня 2019 року, присягнувши на англійському перекладі Корану.  На церемонії присяги вона була одягнена в традиційний вишитий арабський одяг тобе. Це надихнуло кількох палестинських і палестинсько-американських жінок поділитися фотографіями в соціальних мережах із хештегом #TweetYourThobe.

#### 2020 рік
Джонс кинув виклик Теліб на праймериз демократів у 2020 році. Теліб виграла, 66%–34%, витративши понад 2 000 000 доларів на передвиборчу кампанію проти 140 000 доларів Джонса.

### Депутатство

#### Розслідування комітету з етики Палати Представників
14 листопада 2019 року Комітет з етики Палати представників оголосив, що він розслідує, чи використовувала Теліб гроші на передвиборну кампанію в Конгресі на особисті витрати в порушення правил Палати представників. У серпні 2020 року комітет наказав Теліб, відшкодувати її передвиборчій кампанії 10 800 доларів США, заявивши, що Теліб має «зобов’язання діяти відповідно до суворих технічних вимог федеральних законів і правил передвиборної кампанії, включаючи обмеження на особисте використання коштів передвиборної кампанії». 

## Політична позиція
Теліб, членкиня Демократичних соціалістів Америки, політично належить до лівого крила Демократичної партії.  

### Ізраїльсько-палестинський конфлікт
Теліб сказала, що вона виступає проти надання допомоги «Ізраїлю Нетаньяху» та підтримує право палестинців на повернення та рішення про створення однієї держави.    У 2018 році Джей Стріт відкликала свою підтримку Теліб через її підтримку рішення про єдину державу. Джей Стріт заявила, що вона ввела його в оману щодо своїх поглядів на це питання під час своєї передвиборної кампанії. Теліб є однією з небагатьох членів Конгресу, які відкрито підтримують рух за бойкот, дивестицію та санкції (BDS) проти Ізраїлю. Вона захищала свою підтримку бойкоту на основі свободи слова та як відповіді на військову окупацію Ізраїлем Західного берега Йордану та будівництво поселень, які міжнародна спільнота вважає незаконними згідно з міжнародним правом, хоча Ізраїль це заперечує. У січні 2019 року вона розкритикувала закон проти бойкоту Ізраїлю, запропонований сенаторами Марко Рубіо та Джимом Рішем. У грудні 2019 року Центр Симона Візенталя поставив Теліб та Ільхан Омар на п’яте місце у своєму списку десяти найбільших антисемітських інцидентів року, посилаючись на їхню підтримку руху «Бойкот, дивестиція та санкції» та інших заяв. 

#### Заборона на в'їзд в Ізраїль
15 серпня 2019 року Ізраїль оголосив, що Теліб і її колезі Ільхан Омар буде відмовлено у в'їзді в країну. Як писала The Times of Israel, заступниця міністра закордонних справ Ізраїлю Ципі Хотовелі заявила, що Ізраїль «не дозволить туди ввійти тим, хто заперечує наше право на існування в цьому світі», і назвала це «дуже виправданим рішенням».  Повідомлялося, що президент Трамп тиснув на уряд Біньяміна Нетаньяху, щоб той ухвалив таке рішення. Наступного дня ізраїльська влада задовольнила прохання Теліб відвідати її родичів на окупованому Ізраїлем Західному березі з гуманітарних міркувань і з певними обмеженнями на політичні заяви.  Тлайб відмовилася їхати, сказавши, що не хоче здійснювати поїздку «в цих гнітючих умовах».  Міністерство внутрішніх справ Ізраїлю заявило, що Теліб раніше погодилася дотримуватися будь-яких правил, встановлених їхнім урядом, в обмін на дозвіл відвідати країну, і звинуватило її в «провокаційному запиті, спрямованому на критику Держави Ізраїль».

### Саудівська Аравія
Теліб критикувала порушення прав людини Саудівською Аравією та втручання Саудівської Аравії в Ємен. 

### Адміністрація Трампа
Теліб підтримувала спроби імпічменту президента Трампа. У серпні 2016 року вона протестувала проти виступу Трампа в Cobo Center і була вигнана із залу.

### Право на аборт
Теліб підтримує право на аборт та критикувала «білих чоловіків, які намагаються змусити жінок не мати права на легальні аборти».  Її підтримала організація захисту прав на аборт NARAL.

### Реформа закону про наркотики
Теліб підтримує припинення заборони канабісу у США та «звільнення людей, засуджених за злочини, пов’язані з марихуаною».

### Внутрішня політика
Теліб підтримує внутрішні реформи, зокрема програму Medicare for All і мінімальну зарплату в США від 18 до 20 доларів США за годину.  5 листопада 2021 року Теліб була однією з шести демократів Палати представників, які не погодилися зі своєю партією та проголосували проти Закону про інвестиції в інфраструктуру та робочі місця, оскільки він був відокремлений від положень про систему соціального захисту в Законі Build Back Better Act. 

### Імміграція
Теліб була відпочатку прихильницею руху за ліквідацію імміграційної служби. У червні 2019 року вона була однією з чотирьох представників Демократичної партії, які проголосували проти Закону про надзвичайні додаткові асигнування на гуманітарну допомогу та безпеку на південному кордоні, законопроєкту про фінансування кордону вартістю 4,5 мільярда доларів США, який вимагав від митної та прикордонної служби запровадити стандарти охорони здоров’я для осіб, які перебувають під вартою, наприклад, щодо «невідкладної медичної допомоги; харчування, гігієни та зручностей; і навчання персоналу».  

### Правозастосування
Теліб закликала до скасування поліції та ув'язнення. Вона назвала американську поліцію «за своєю суттю та умисно расистською», сказавши: «Більше ніякої поліції, ув’язнення та мілітаризації. Це не можна реформувати». Начальник поліції Детройта Джеймс Крейг назвав коментарі Теліб "огидними".

## Особисте життя
У 1998 році, у віці 22 років, Теліб одружилася з Фаєзом Телібом. У них двоє синів: Адам і Юсиф. Пара розлучена. У 2018 році речник кампанії назвав Теліб матір'ю-одиначкою.
У вересні 2018 року газета The New York Times повідомила, що Теліб увійшла до своєї фамільної мечеті, щоб висловити вдячність за можливість балотуватися до Конгресу, сформулювавши переконання, що «мій Аллах — це Вона». Detroit Free Press повідомила, що, хоча вона визнає, що деякі в її релігійній спільноті вважають її недостатньо мусульманкою, вона вважає, що Аллах розуміє, що вона вважає свої дії «відображенням ісламу».